# Yamamotoa guarapensis
Yamamotoa guarapensis är en svampart som beskrevs av Bat. & Maia 1960. Yamamotoa guarapensis ingår i släktet Yamamotoa och familjen Asterinaceae.   Inga underarter finns listade i Catalogue of Life.